# Bulbothrix lobarica
Bulbothrix lobarica är en lavart som beskrevs av Jungbluth, Marcelli & Elix. Bulbothrix lobarica ingår i släktet Bulbothrix och familjen Parmeliaceae.   Inga underarter finns listade i Catalogue of Life.